# Edward Nieznański
Edward Nieznański (ur. 11 października 1938 w Edwardówce, zm. 10 grudnia 2024) – polski logik i filozof, profesor nauk humanistycznych.

## Życiorys
Urodził się 11 października 1938 w Edwardówce, w ówczesnym powiecie lwowskim. Naukowo związany z Akademią Teologii Katolickiej w Warszawie. Tam w 1969 obronił pracę doktorską z zakresu filozofii, a w 1977 uzyskał stopień doktora habilitowanego w specjalności logika i metodologia nauk. 29 lipca 1991 uzyskał tytuł naukowy profesora nauk humanistycznych.  
W ramach pracy naukowej interesował się semiotyką logiczną i zabiegami formalizacyjnymi w argumentacji filozoficznej. Przeprowadził interpretacje teorii sylogizmu kategorycznego w językach współczesnych rachunków logicznych i rozbudował aparat pojęciowy filozofii klasycznej.
Od 1963 zatrudniony na ATK w Warszawie. W 1982 został tamże kierownikiem Katedry Logiki, a od 1994 zajmował stanowisko profesora zwyczajnego. W latach 1990–1993 pełnił funkcję prorektora ATK ds. dydaktyki, a w latach 1993–1996 prorektora ATK ds. nauki i współpracy zagranicznej. Miał istotny wkład w przekształcenie ATK w Uniwersytet Kardynała Stefana Wyszyńskiego jako przewodniczący Rektorskiej Komisji ds. Przygotowania Wniosku do Ministerstwa Edukacji Narodowej w sprawie przekształcenia Uczelni.
Był także prorektorem Wyższej Szkoły Handlu i Prawa im. Ryszarda Łazarskiego w Warszawie.
Był redaktorem serii Miscellanea Logica oraz członkiem komitetów redakcyjnych lub rad naukowych: Studia Philosophiae Christianae, Przeglądu Filozoficznego Nowej Serii i Roczników Filozoficznych. Był członkiem Polskiego Towarzystwa Logiki i Filozofii Nauki.
Został odznaczony Krzyżem Kawalerskim Orderu Odrodzenia Polski, Krzyżem Zesłańców Sybiru, Prymasowskim Złotym Medalem zasłużonemu w posłudze dla Kościoła i Narodu. Od 2000 był też Kawalerem Zakonu Rycerskiego Grobu Bożego w Jerozolimie.
Zmarł 10 grudnia 2024. Został pochowany na cmentarzu parafii Najświętszego Serca Pana Jezusa w Starej Miłośnie. 

## Publikacje
- Podstawy filozofii, C.H. Beck, Warszawa 2013, ISBN 978-83-255-4619-9.
- Logika: podstawy, język, uzasadnianie, C.H. Beck, Warszawa 2011, ISBN 978-83-255-2730-3.
- Sformalizowana ontologia orientacji klasycznej, Wydawnictwo Uniwersytetu Kardynała Stefana Wyszyńskiego, Warszawa 2007, ISBN 978-83-7072-439-9.
- Elementy filozofii teoretycznej, Wydawnictwo Uniwersytetu Kardynała Stefana Wyszyńskiego, Warszawa 2004, ISBN 83-7072-303-9.